# ريان بيكر
ريان بيكر (بالإنجليزية: Ryan Baker)‏ هو لاعب كرة قدم أمريكية أمريكي، ولد في 25 نوفمبر 1984 في إنديانابوليس في الولايات المتحدة.

## وصلات خارجية
- ريان بيكر على موقع مرجع كرة القدم المحترفة.كوم (الإنجليزية)